# Sandra Massera
Sandra Massera es dramaturga, directora teatral, actriz y docente de arte escénico uruguaya. Es egresada de la Escuela Multidisciplinaria de Arte Dramático de Montevideo (EMAD) y del Instituto de Profesores Artigas (IPA) en la especialidad de Historia. Se ha especializado en Historia del Arte y Percepción visual y en la realización de puestas en escena en espacios no convencionales.
En 1998 fundó Teatro del Umbral, un grupo de teatro independiente desde el que ha producido sus obras y representado a Uruguay en festivales de teatro y eventos escénicos en Uruguay, Argentina, Chile, Brasil, Estados Unidos, Francia y España. En 2016 fue invitada a dirigir talleres de arte escénico y dictar masterclass por las Universidades de Lille Nord de France y Valenciennes en el marco del Proyecto Ulises Uruguay/Francia. Invitada por el INAE -Instituto Nacional de Artes Escénicas- para el Proyecto Bitácoras, proceso con los creadores- en 2014 y 2016. 

## Trayectoria

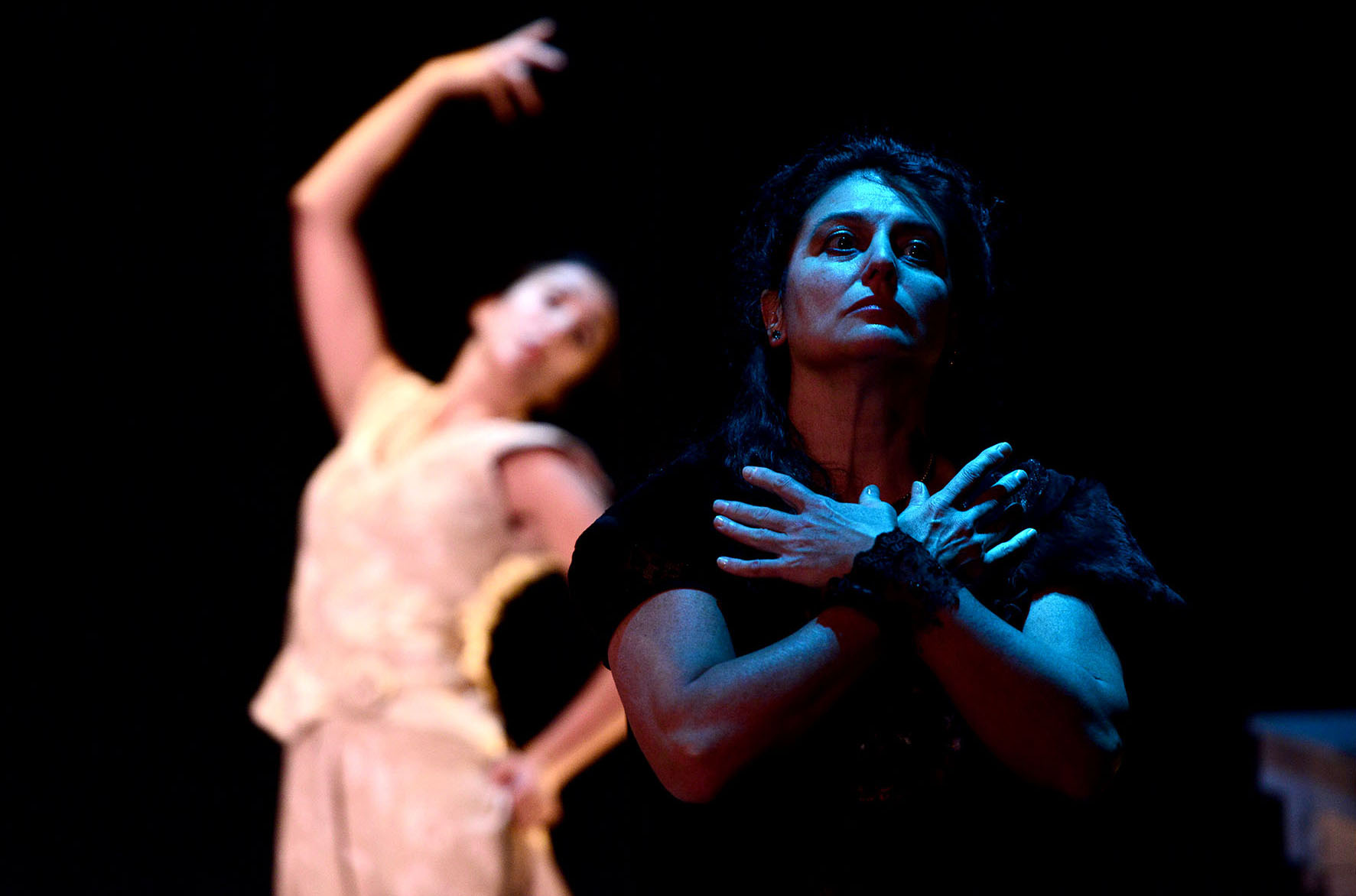
Sandra Massera

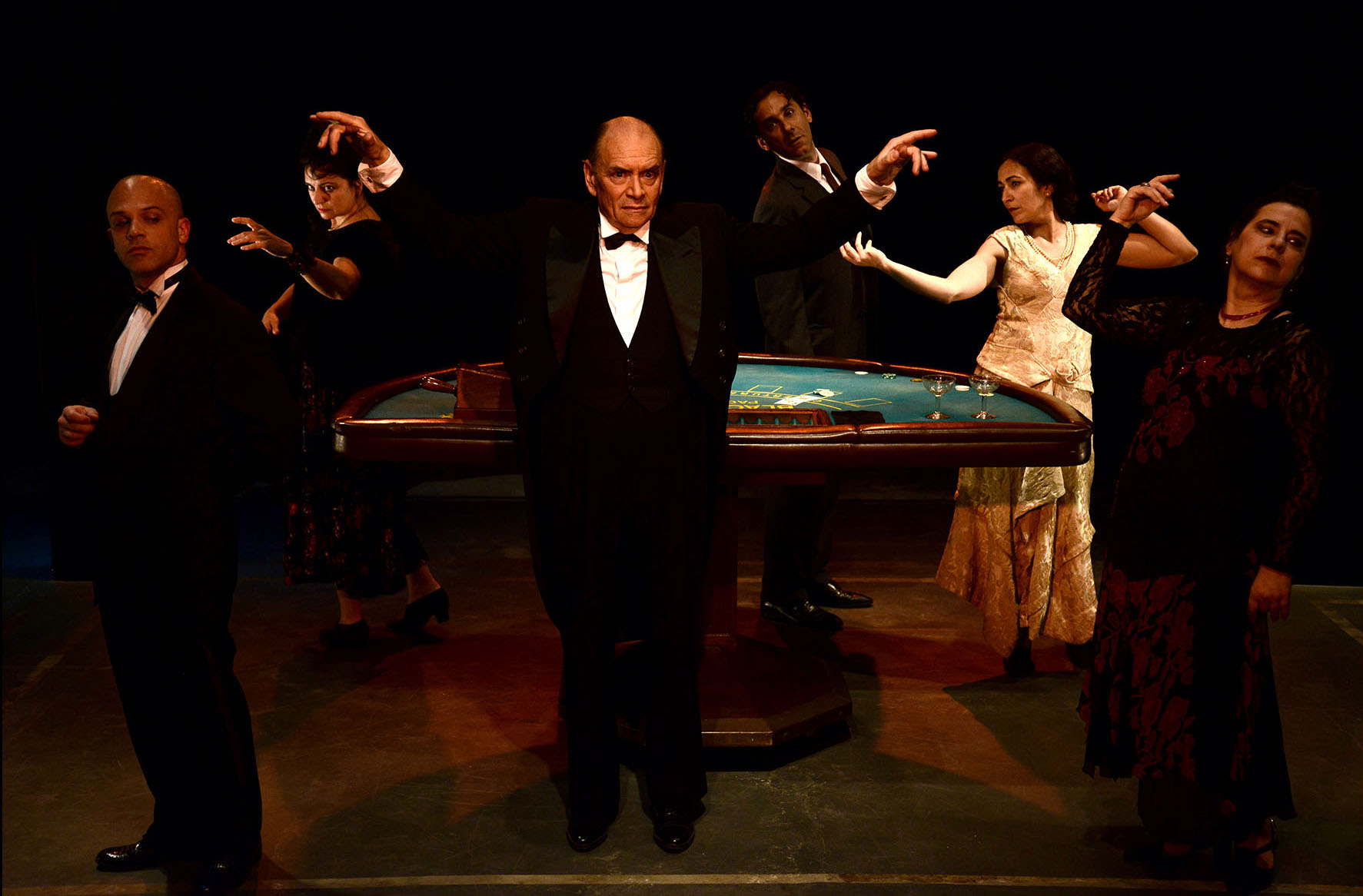
Blackjack de Carlos Rehermann

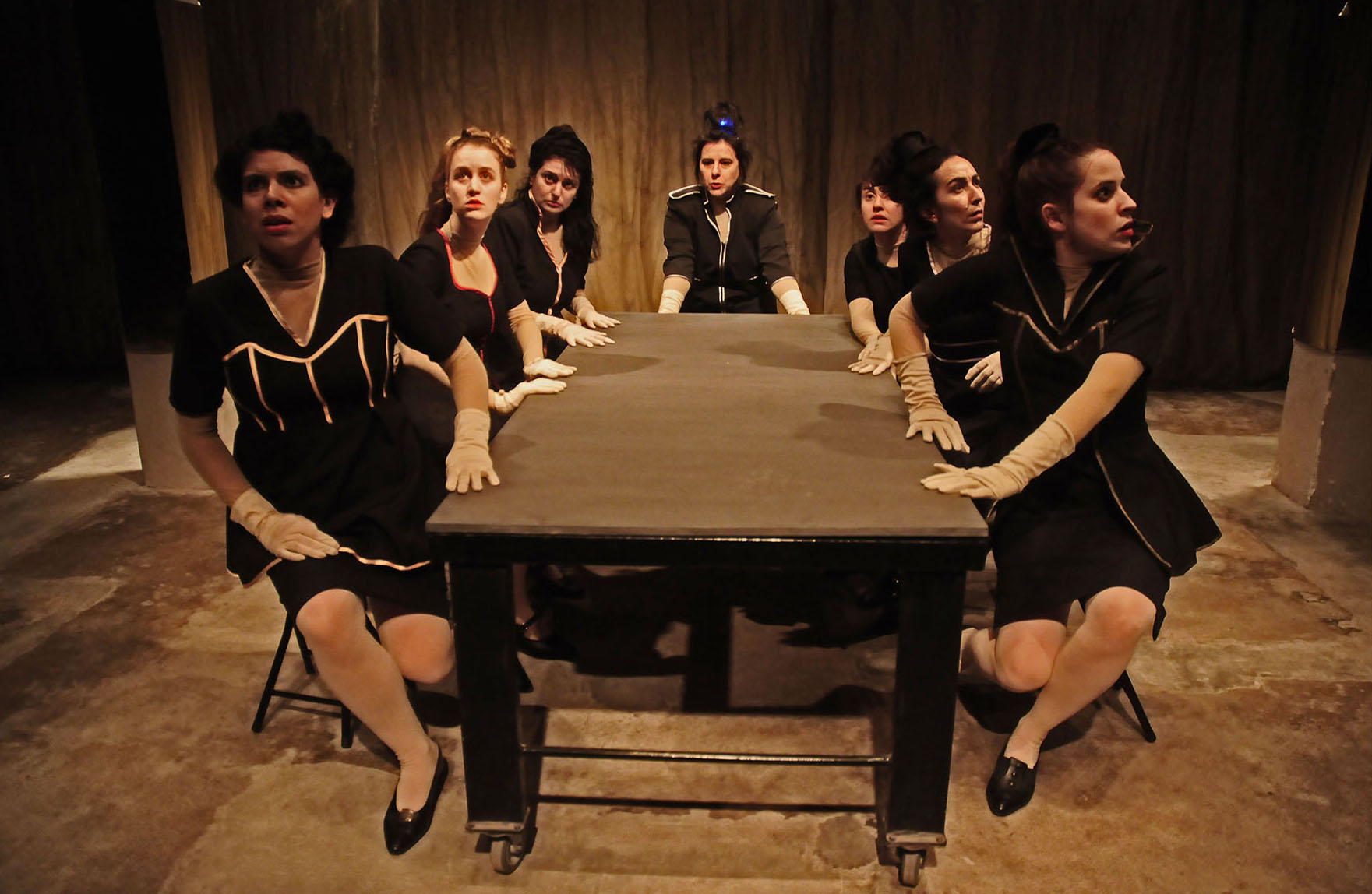
Futuro Perfecto de Sandra Massera

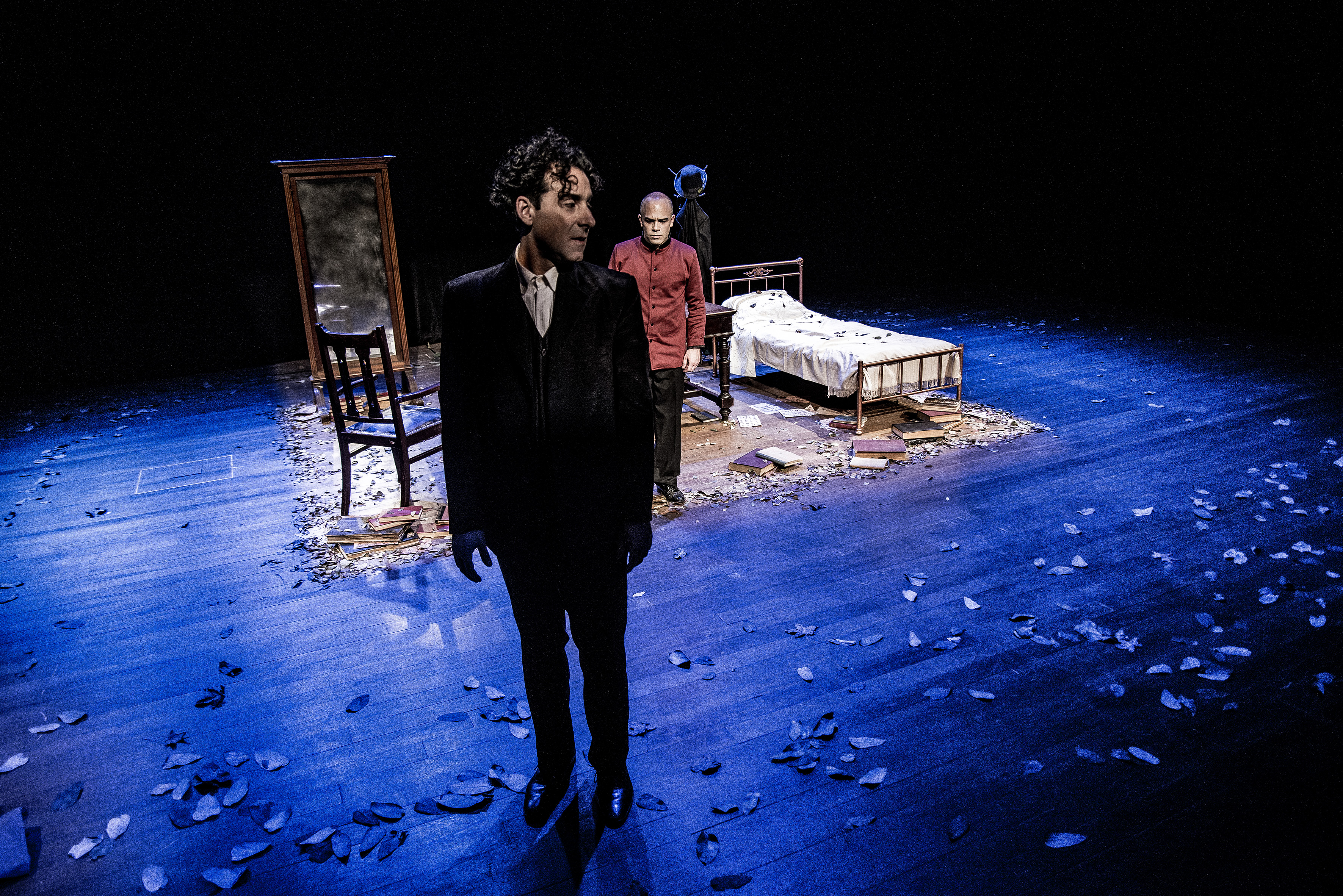
Alain Blanco en Hotel Blanco de Sandra Massera

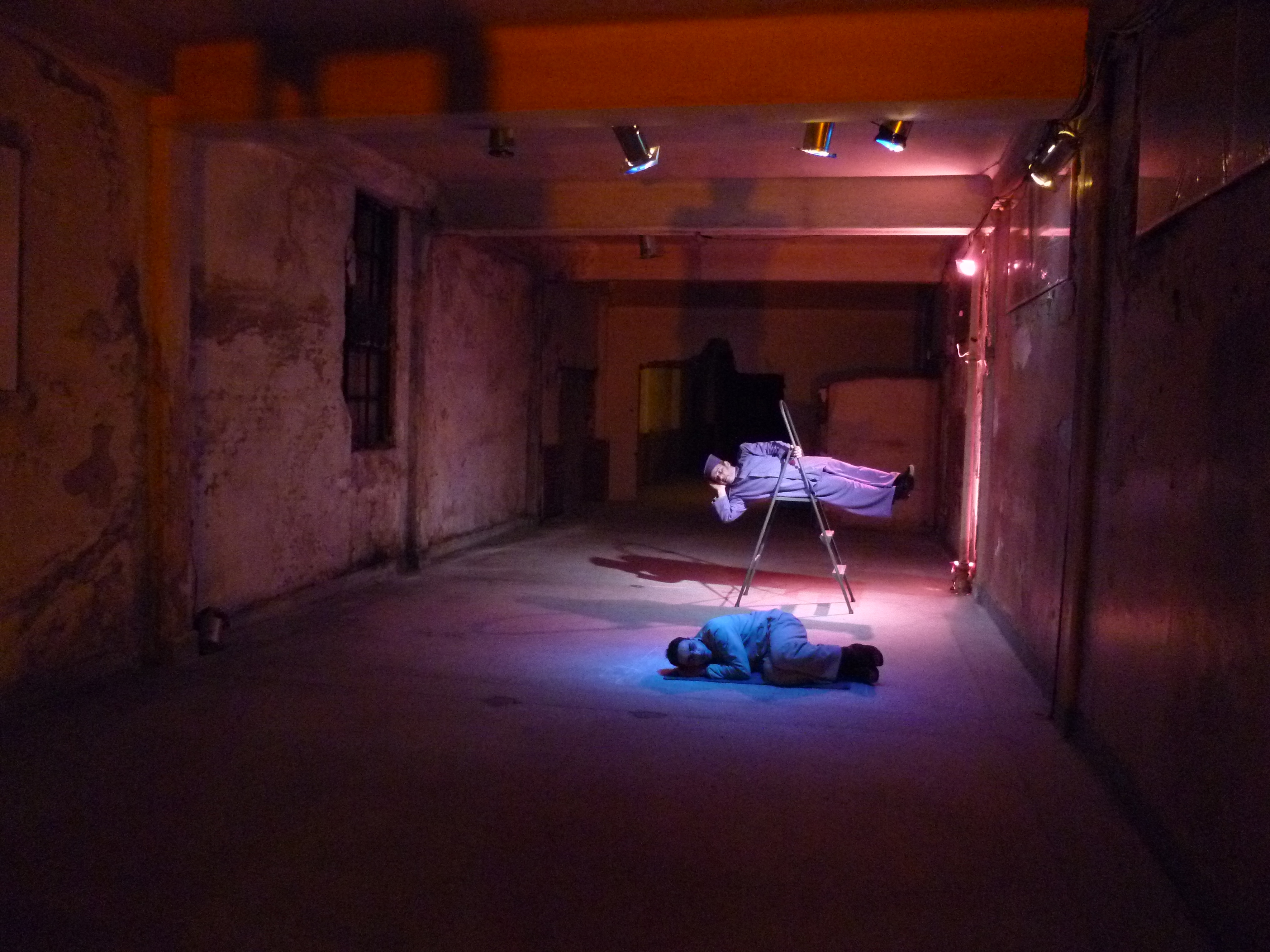
Alejandro Campos y Alejando Camino en El examen de Carlos Rehermann

Como directora, Massera comenzó su trabajo en 1998 con la puesta en escena de Congreso de sexología, de Carlos Rehermann. Desde entonces dirigió una veintena de puestas en escena y una ópera, incluyendo once textos propios. Por sus textos dramáticos obtuvo los premios Onetti, Nacional de Dramaturgia, COFONTE (en dos oportunidades), el Florencio de la crítica en tres oportunidades, además de premios y menciones del Centro Cultural de España. 
Sus obras han sido presentadas en Uruguay, Argentina, Chile y España. 
Su trabajo de dirección se basa en una preparación rigurosa del actor, para construir personajes a partir de acciones corporales y partituras de gestos que se construyen para cada obra en particular. De esa manera, no se impone un estilo a la obra, sino que se habilita una exploración para que la obra sirva de guía para la construcción de un universo gestual. 
Los textos de Massera se caracterizan por su sólida construcción narrativa de diálogos precisos y poéticos. Los temas exploran el simulacro de la vida en los muñecos y el símbolo del espectro. Sus puestas en escena buscan coreografías rituales, con elaborada construcción lumínica y ascetismo escenográfico. El plano sonoro es especialmente cuidado, a través del uso de partituras contemporáneas de gran riqueza tímbrica. 
En numerosas de sus puestas en escena, usó espacios no teatrales, como antiguas casa o edificios industriales abandonados.

## Obras dirigidas como directora de Teatro del Umbral
- Congreso de sexología, de Carlos Rehermann (1999)
- Minotauros, de Carlos Rehermann (2000)
- A la guerra en taxi, de Carlos Rehermann (2002)
- El castigo (las muertes de Yan Zi) (2004)
- Prometeo y la jarra de Pandora, de Carlos Rehermann (2005)
- Basura, de Carlos Rehermann (2006)
- La mujer copiada (2007)
- El examen, de Carlos Rehermann (2010)
- Los fantasmas de la calle Obes (2011)
- Futuro perfecto (2012)
- Blackjack (2013)
- Hotel Blanco (2014)
- 1975 (2015)
- Kappa (2015) inspirada en la novela homónima de Ryunosuke Akutagawa
- Ópera "Rashomon", con música de León Biriotti y la dirección musical de Fernando Condon.
- El regreso de Ulises, de Carlos Denis Molina (2016)
- Preludio de Ana (2017)
- Vida íntima de una muñeca (2018)
- Beso de alacranes (2018)
- Orfeo, de Carlos Denis Molina (2019)
- La bailarina de Maguncia (2019)
- Danza con personaje (2021)
- Góngora estuvo aquí (2022)
- Ana después (2022)

## Obras escritas
- El castigo; las muertes de Yan Zi (2003) (Sobre novela de Ying Chen)
- La prueba del vaso de agua (2004)
- La mujer copiada (2006)
- No digas nada, nena (2008)
- Locas (2009)
- Un muñeco sin cara (2010)
- Los fantasmas de la calle Obes (2010)
- Futuro perfecto (2011)
- Hotel Blanco (2013)
- Quieres ser Marisa Berenson (2013)
- Rashomon (libreto para ópera) (2013)
- 1975 (2014)
- Kappa (2015) (inspirada en la novela homónima de Ryunosuke Akutagawa)
- Ana después (2014)
- Ana Frank (libreto para ópera) (2016)
- Preludio de Ana (2016)
- Vida íntima de una muñeca (2016)
- Beso de alacranes (2017)
- Armarios (2018)
- Lilith (libreto para ópera) (2018)
- La bailarina de Maguncia (2019)
- Emilio Reus, la sombra en el espejo (2019)
- Kafka (libreto para ópera) (2019)
- Danza con personaje (2020)
- Destino Nairobi (2020)
- Kafka, la última noche (2020)
- Tulipanes para Hermine (2021)
- Góngora estuvo aquí (2022)
- Ainara de Guernica (2023)

Escribió el guion de las óperas "Rashomon" (estrenada en 2015 en el Auditorio Nacional Doctora Adela Reta) y "Ana Frank", ambas con música de León Biriotti.

## Puestas en escena de otros directores
- 2010, Locas (Dir. Lila García, Montevideo, Uruguay)
- 2016-2019, Locas (Dir. Jana Pacheco, Madrid, España)
- 2019, Locas (Dir. Ray Álvarez, Trujillo, Perú)
- 2017, 1975 (Dir. Elba Degrossi, Buenos Aires, Argentina)
- 2019, Armarios (Dir. María Mendive, Comedia Nacional, Montevideo, Uruguay)
- 2019, 1975 (Dir. Angela Figueiredo y S. Massera, Sao Paulo, Brasil)
- 2021, Locas (Dir. Dan Rosseto, Sao Paulo, Brasil)
- 2022, Beso de alacranes (Dir. Augusto Mazzarelli, Lima, Perú)

## Premios
- 2006, Premio COFONTE Comisión del Fondo Nacional de Teatro de dramaturgia por La mujer copiada.
- 2007, Premio Florencio (mejor texto teatral) por La mujer copiada.
- 2009, Premio Florencio (mejor texto teatral) por No digas nada, nena.
- 2011, Premio COFONTE de dramaturgia por Futuro perfecto.
- 2013, Primer Premio Onetti de dramaturgia por Hotel Blanco.
- 2014, Primer Premio Nacional de Literatura (Dramaturgia inédita) por Ana después.
- 2015, Premio Florencio (mejor texto teatral) por 1975.
- 2016, Primer Premio de Obras de Títeres para adultos categoría Gran Formato del Ministerio de Educación y Cultura y Museo Vivo del Títere por Vida íntima de una muñeca.
- 2017, Beca FEFCA, Categoría Artes escénicas (Ministerio de Educación y Cultura).
- 2021, Primer Premio Nacional de Literatura (Dramaturgia édita) por Armarios.